# プルソン

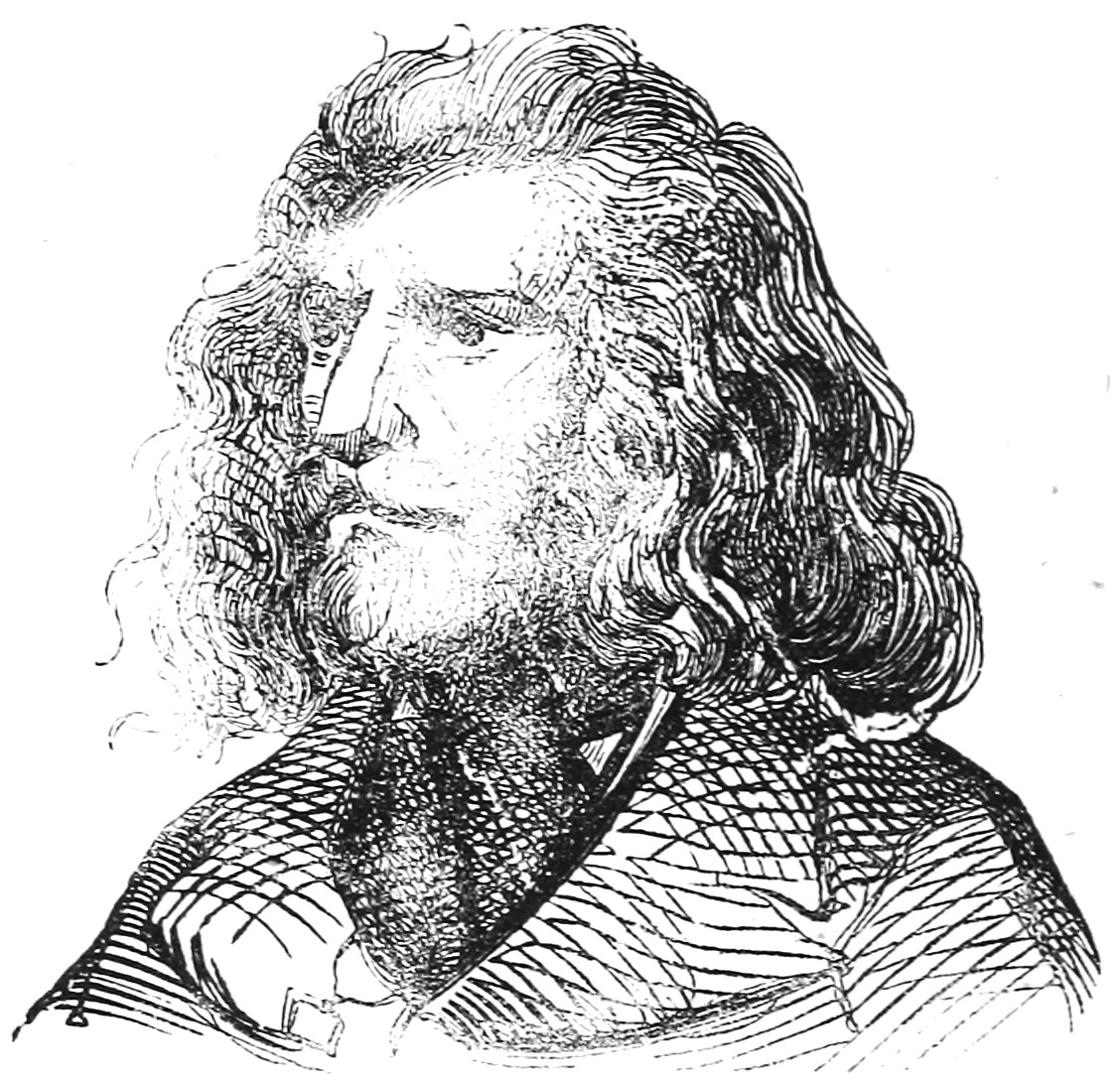
『地獄の辞典』に描かれたプルソン(Pursan)の挿絵

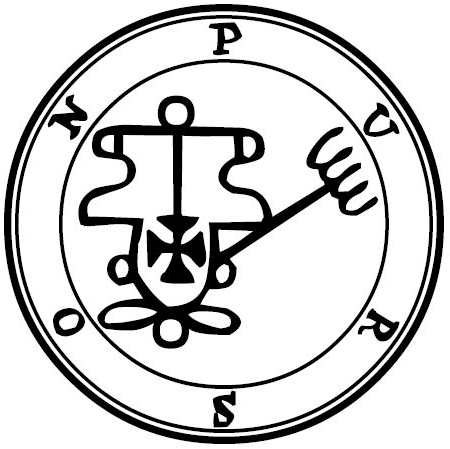
『ゴエティア』に記されたプルソンのシジル

プルソン（Purson）は、悪魔学における悪魔の一人。

## 概要
ピュルサン（Pursan）、キュルソン（Curson）とも呼ばれる。『ゴエティア』によると、一部は力天使、一部は座天使からなる22の軍団を指揮する序列20番の王。
『大奥義書』によれば、フルーレティの支配下にあるという。
『ミュンヘン降霊術手引書』においても、キュルソン(CursonまたはCvrson)という名前で紹介されている。
ライオンの顔をした男の姿で現れる。出現の際には、手に毒蛇を持ち、熊に乗っている。常にトランペットを鳴り響かせているともいわれる。隠されたものの在り処を知り、財宝を発見する力を持つ。また、過去・現在・未来に関して語り、地上の秘された物事や神学、あるいは創世に関する質問に真摯に答える。良い使い魔も与えてくれる。